# Hüttgeswasen
Hüttgeswasen ist ein Wohnplatz in der Ortsgemeinde Allenbach im Landkreis Birkenfeld in Rheinland-Pfalz.
Der Ort liegt an der B 269, am südlichen Ortsrand mündet die Kreisstraße K 49 in die B 269. Im ehemaligen Forsthaus befindet sich heute das Institut für Tiergestützte Pädagogik.
In der näheren Umgebung von Hüttgeswasen liegen vier Naturschutzgebiete (NSGs):
- nördlich das NSG Schwarzenbruch
- nordöstlich das NSG Quellgebiet des Idarbaches
- südöstlich das NSG Thranenbruch und das NSG Riedbruch